# Leptychaster arcticus
Leptychaster arcticus är en sjöstjärneart som först beskrevs av Michael Sars 1851.  Leptychaster arcticus ingår i släktet Leptychaster och familjen kamsjöstjärnor.

## Underarter
Arten delas in i följande underarter:
- L. a. microplax
- L. a. arcticus